# Kobylí
Kobylí (en allemand : Kobels, précédemment : Kobilly) est une commune du district de Břeclav, dans la région de Moravie-du-Sud, en République tchèque. Sa population s'élevait à 2 052 habitants en 2020.

## Géographie
Kobylí se trouve à 8 km au sud-sud-est de Klobouky u Brna, à 21 km au nord de Břeclav, à 36 km au sud-est de Brno et à 219 km au sud-est de Prague.
La commune est limitée par Brumovice et Krumvíř au nord, par Terezín et Čejč à l'est, par Čejkovice et Vrbice au sud, par Bořetice et Němčičky à l'ouest, et par Morkůvky au nord-ouest.

## Histoire
La première mention écrite de la localité date de 1252.